# (2311) El Leoncito
(2311) El Leoncito (1974 TA1; 1928 DM; 1944 KD; 1972 KH; 1972 LM; 1976 AE) ist ein Asteroid des äußeren Hauptgürtels mit einem Durchmesser von ungefähr 53 Kilometern, der am 10. Oktober 1974 am Oak-Ridge-Observatorium des Harvard-Smithsonian Center for Astrophysics in Harvard (Massachusetts) (IAU-Code 801) entdeckt wurde.

## Benennung
(2311) El Leoncito wurde nach dem Felix-Aguilar-Observatorium (auch als El Leoncito bekannt) benannt, der im Nationalpark El Leoncito in der Provinz San Juan (Argentinien) liegt und an dem der Asteroid entdeckt worden war.